# Groupe Pellenc
 (juin 2025).
Pour les articles homonymes, voir Pellenc.
Pellenc est un groupe français, concepteur, constructeur et distributeur de machines, d’équipements et d’outils pour la viticulture, la viniculture, l'arboriculture fruitière et l’entretien des espaces verts et urbains. 

## Historique

### Fondation
L'entreprise Pellenc SA est fondée en 1973 par Roger Pellenc et Jean-Paul Motte, à Pertuis dans le Vaucluse où se trouve toujours le siège social et une partie des infrastructures. Elle devient en 1975, Pellenc France SA,. 
Roger Pellenc, en tant que principal actionnaire, fonde en 2004 l'entreprise Pellenc Selective Technologies (Pellenc ST), qui développe des machines de tri des déchets industriels et ménagers destinées aux déchetteries,, sans lien juridique avec Pellenc SA.
En 2017, à la suite d'une transition actionnariale de six ans, le capital de l'entreprise est détenu intégralement par le fond familial EDIFY (anciennement SOMFY Participations). 
En 2018, Pellenc SA devient Pellenc S.A.S..

### Changement de propriétaire
Roger Pellenc signe en 2011 un accord avec Somfy Participations, qui acquiert initialement 47,5 % du capital de l'entreprise et en contrôle la totalité en 2015,. En décembre 2014, Somfy Participations rachète la totalité des parts du groupe Pellenc, en faisant l’acquisition de 51,36 % des parts encore détenues par Roger Pellenc, une clause stipulant alors que ce dernier en conserverait l'usufruit jusqu'en avril 2017. 
Ensuite, Edify (ex Somfy Participtions) se trouve pleinement propriétaire de l'intégralité du capital, transmis par étape pour maintenir la stabilité nécessaire au développement du groupe,.

### Distribution et filiales

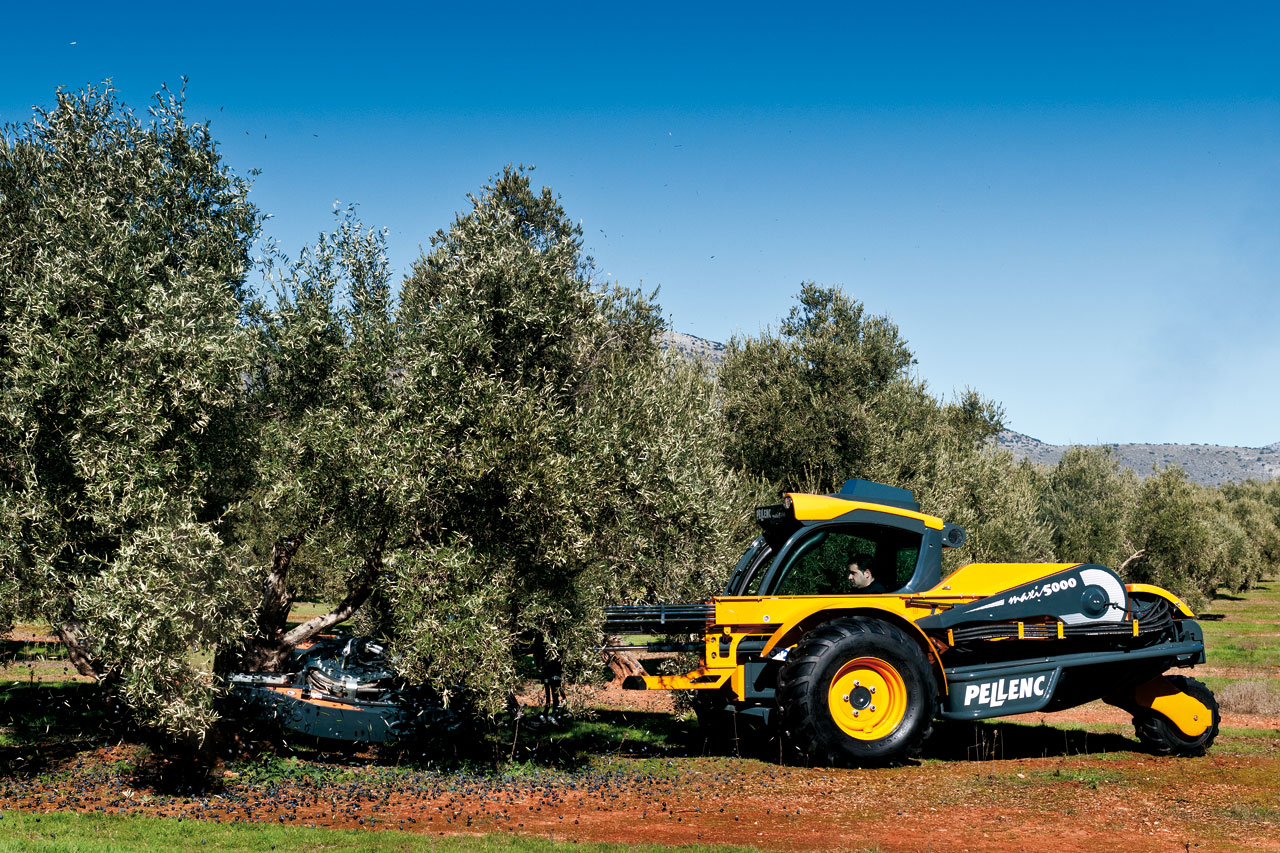
Vibreur automoteur

À partir des années 1990, Roger Pellenc cherche à internationaliser son groupe en ouvrant des filiales dans les pays possédant des régions viticoles en commençant par l’Australie en 1991. La même année, est aussi créée Pellenc Iberica à Jaén (Espagne), au centre de l’Andalousie où l’on trouve également un bureau d’études en oléiculture qui travaille en étroite collaboration avec celui de Pertuis, siège social de Pellenc S.A.
En 1996, Pellenc America voit le jour à Santa Rosa en Californie au cœur de la Nappa Valley, dans le but de s’installer dans un pays où la viticulture est très prometteuse. Cette filiale s’appuie sur un circuit de distribution en Californie mais aussi à New York et au Canada.
En 1997 est créée Pellenc Italia, principalement pour les outils électroportatifs. Pour couvrir également le marché viticole avec une production de machines à vendanger tractées, une deuxième filiale en Italie est créée sous le nom de Volentieri-Pellenc par rachat de 50 % des parts de l’usine Volentieri.
2004 est l’année qui marque la création de Pellenc Maroc en vue de développer sur tout le bassin méditerranéen la commercialisation de matériel voué à l’oléiculture.
En 2006 apparait la filiale Pellenc Sud America implantée au Chili, créée principalement pour la viticulture.
En 2012, la filiale Pellenc Deutschland en Allemagne est créée principalement pour la vente des outils servant à l’entretien des espaces verts.
Pellenc a également agrandi son réseau de distribution en France en ouvrant une filiale dans le Languedoc-Roussillon en 2012 et, dans la région Bordeaux-Charentes en 2013. La filiale de commercialisation Bordeaux-Charentes représente une part importante du marché mondial des machines à vendanger et a été mise en place grâce au rachat du distributeur historique New Holland.
Le 31 décembre 2013, Pellenc rachète la société PERA, fabricant de matériel de cave.
Le réseau de distribution du groupe compte plus de 350 points de vente en France et s'étend dans une cinquantaine de pays à travers 800 distributeurs dans le monde.
En 2014, après l'ouverture de la branche sud-africaine, le nombre de filiales s'élève à quinze,.
Le 4 août 2014, Pellenc SA rachète la société Lauprêtre, spécialisée dans la construction de tracteurs-enjambeurs pour vignes étroites. La société Lauprêtre cède l’ensemble de ses actifs à Pellenc HD (Haute Densité), nouvelle filiale de Pellenc SA.
Pellenc est également présent dans un certain nombre de pays où elle est représentée par des importateurs : Suède, Angleterre, Tunisie, Afrique du Sud, Autriche, Hongrie, etc.
En 2023 le groupe compte 21 filiales à travers le monde, dont 8 unités de production. La marque est représentée dans 60 pays sur les 5 continents.

## Secteurs d'activité

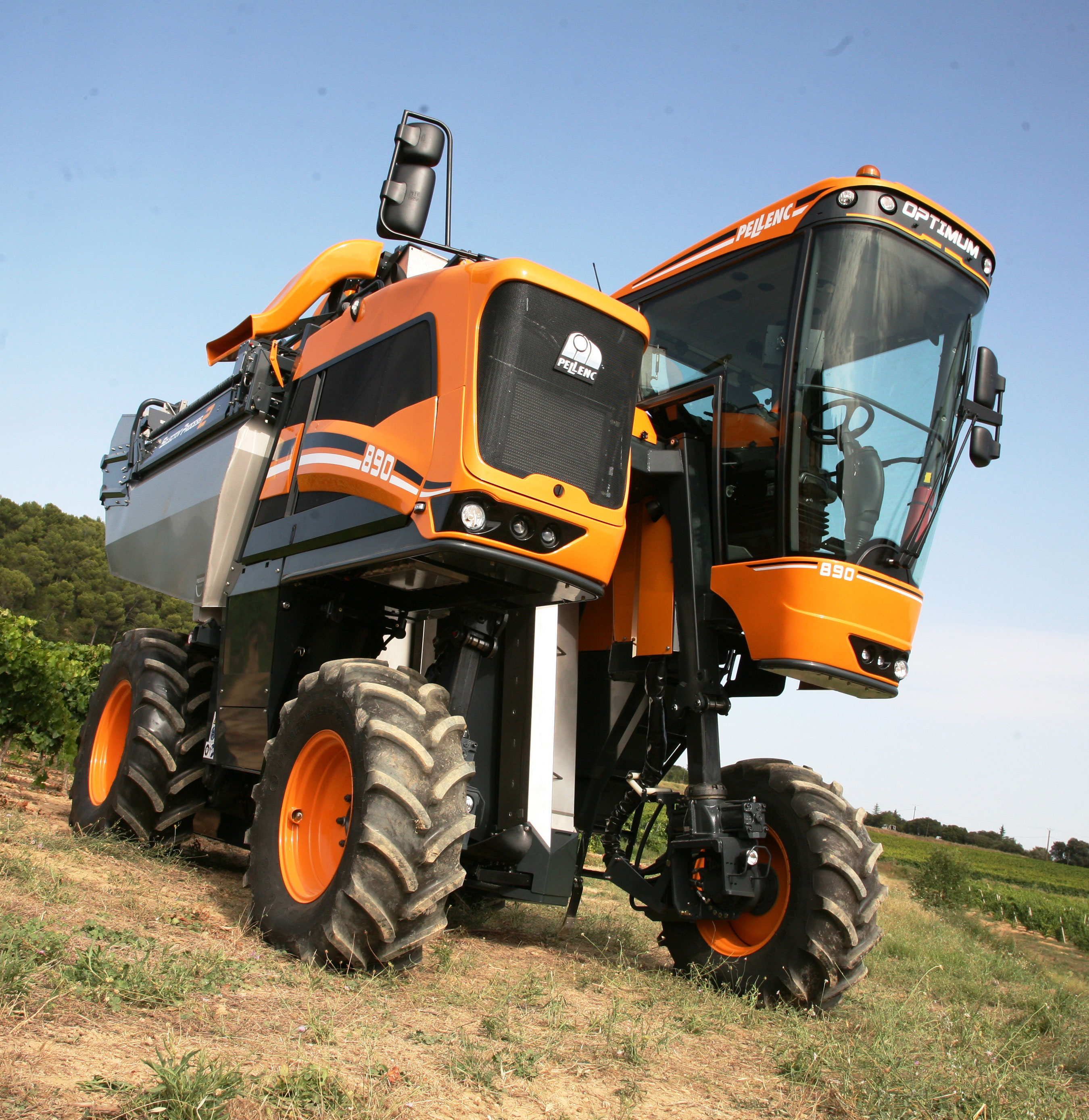
L'Optimum Pellenc.

Pellenc conçoit et fabrique des machines destinées aux exploitations viticoles et oléicoles. Également présente dans les domaines de l'arboriculture et de l'entretien des espaces verts, l'entreprise fabrique des outils électriques portatifs, comme des sécateurs électriques et tronçonneuses, pour les exploitations agricoles et les collectivités. Pellenc acquiert en 2013 Pera, fabricant de matériel de chai fondé en 1896, basé dans l'Hérault, afin d'étendre sa gamme « de la vigne au vin »,.

### Production
En 1974, Roger Pellenc lance sur le marché, l’écimeuse à barre de coupe, première machine vouée à la viticulture.
En 1983, la pré-tailleuse fait son entrée sur le marché puis Pellenc lance en 1987 son premier sécateur électronique fonctionnant sur batterie. Cette année marque également la naissance de la palisseuse.
L'année 1993 marque un tournant avec la décision de commercialiser la première gamme de machines à vendanger, série « 3000 » ; la gamme de machines à vendanger évolue en 2003 avec la série « 4000 » puis apparaît en 2009 la gamme « 8000 », machines à vendanger tractées.
En 1995, un outil innovant, l'attacheur, fait son apparition dans le monde de la viticulture.
L'année 2002 voit naître l’effeuilleuse pour la vigne, ainsi qu'un peigne vibrant servant pour la récolte des olives. L'année suivante, la tailleuse et le système de pulvérisation apparaissent. En 2004, Pellenc lance sa batterie au lithium-ion ainsi que son sécateur électrique. 2005 marque le lancement de l’écimeuse électrique ainsi que celui de la tête de récolte. En 2007, la taille rase de précision fait son entrée chez Pellenc.
La première tronçonneuse électrique sur perche voit le jour en 2007 et marque la création de la division « Green & City Technology » l'année suivante, visant à renforcer la position de Pellenc sur le marché des espaces verts et des collectivités locales. En 2009 et 2010 apparaissent le taille-haie électrique, le sécateur électrique arboricole, la tronçonneuse à main électrique, la débroussailleuse, la bineuse-sarcleuse, le système de recharge solaire et la tronçonneuse.
Le premier prototype de l’analyseur spectral, qui sert notamment au suivi de maturité du raisin, est également présenté en 2009.
L’année 2010 est marquée par une nouvelle évolution sur le marché de la viniculture permise par la sortie de la table de tri sélective.
En 2011, Pellenc présente son projet de la machine à récolter des olives, un châssis multitâche, une deuxième version du sécateur électrique, un l’attacheur, une batterie et un souffleur. En 2018, se fait la commercialisation d'une nouvelle machine à récolter les olives.

En 2012 est sortie le fouloir dynamique destiné au chai. 

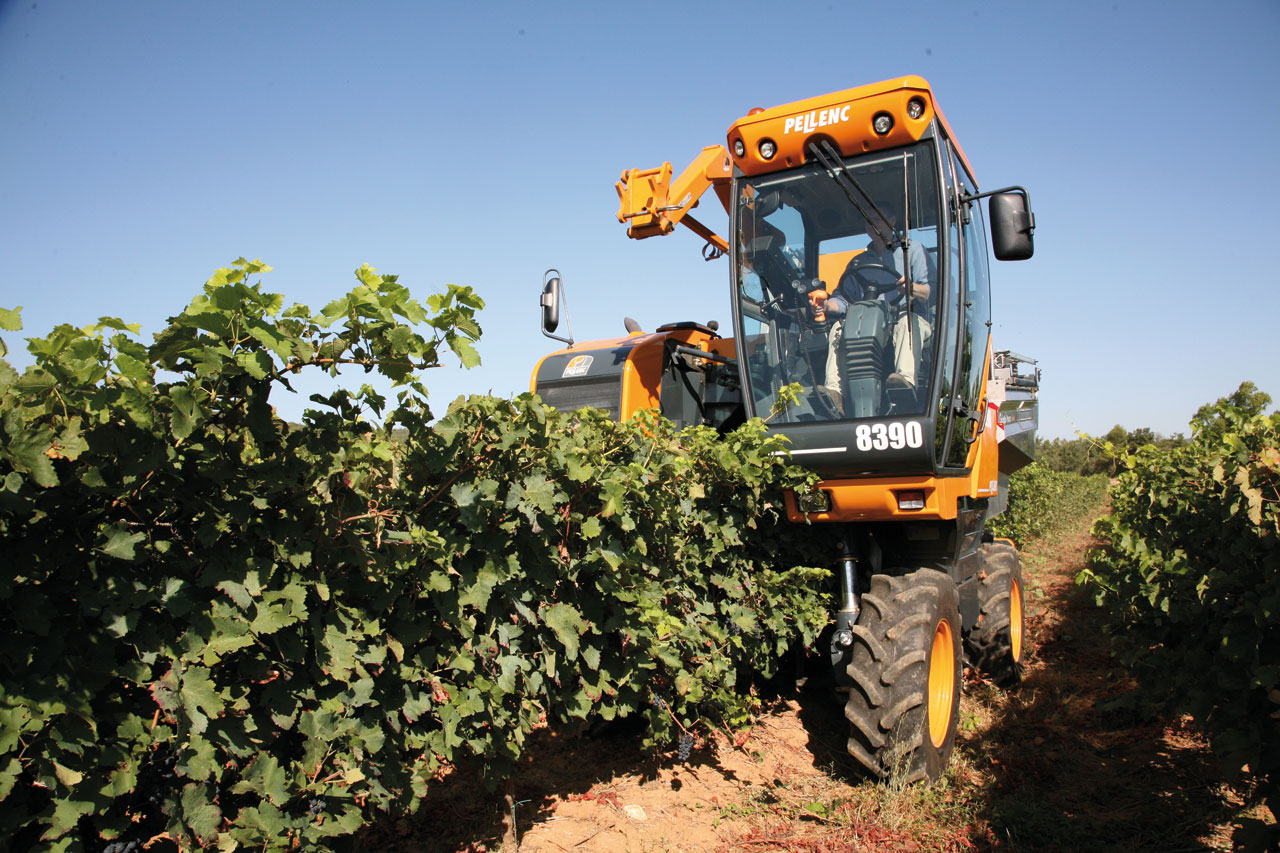
Machine à vendanger.
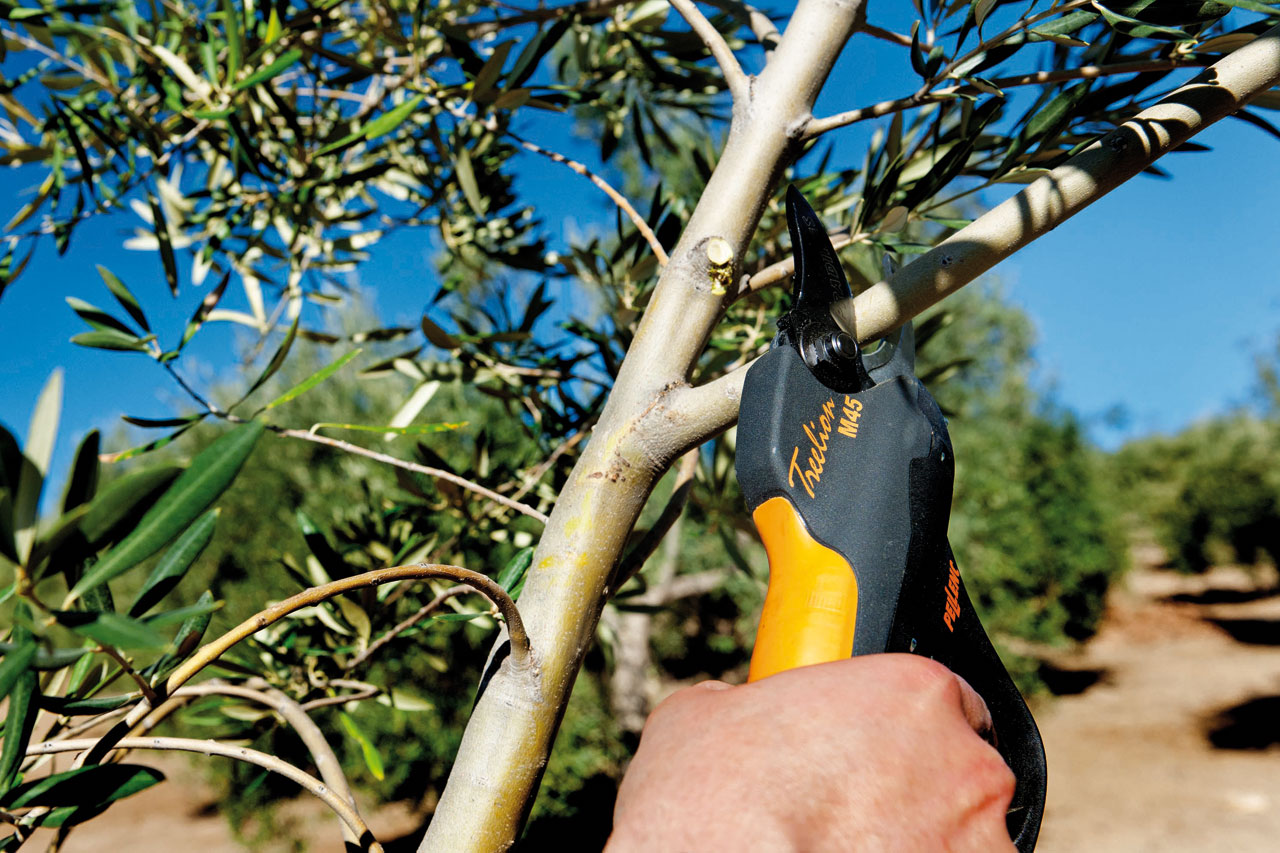
Sécateur arboricole.
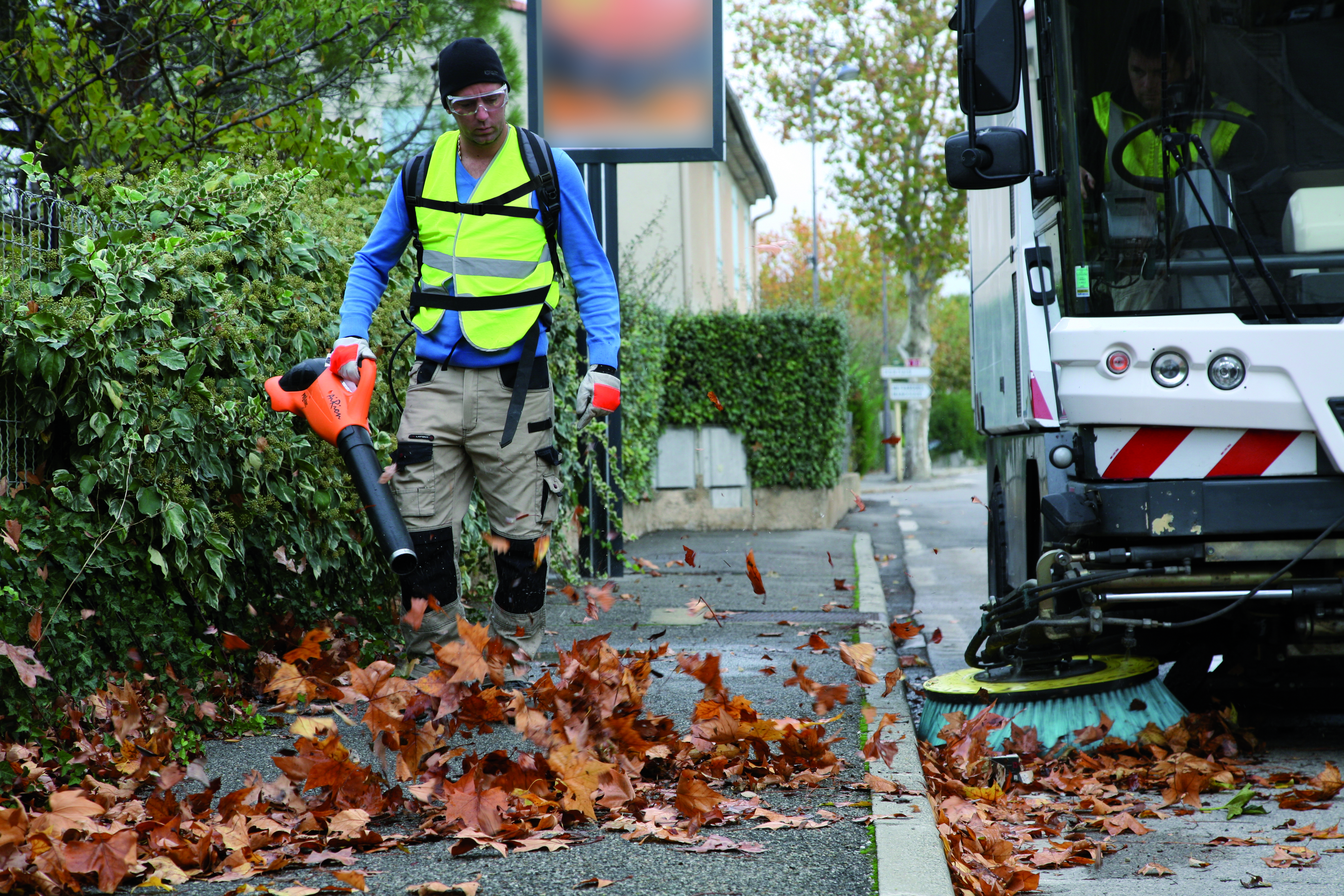
Souffleur électrique.
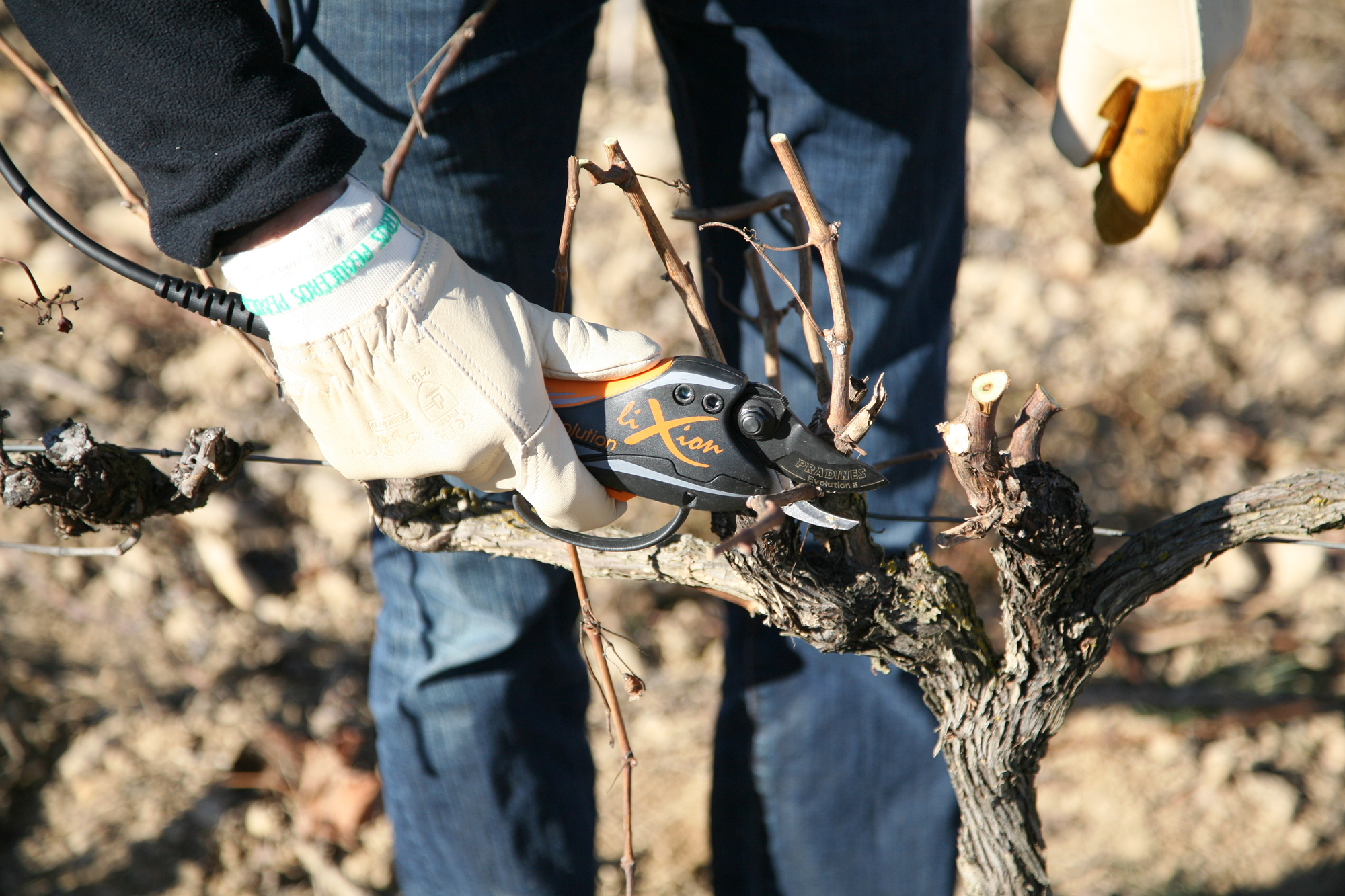
Sécateur électrique
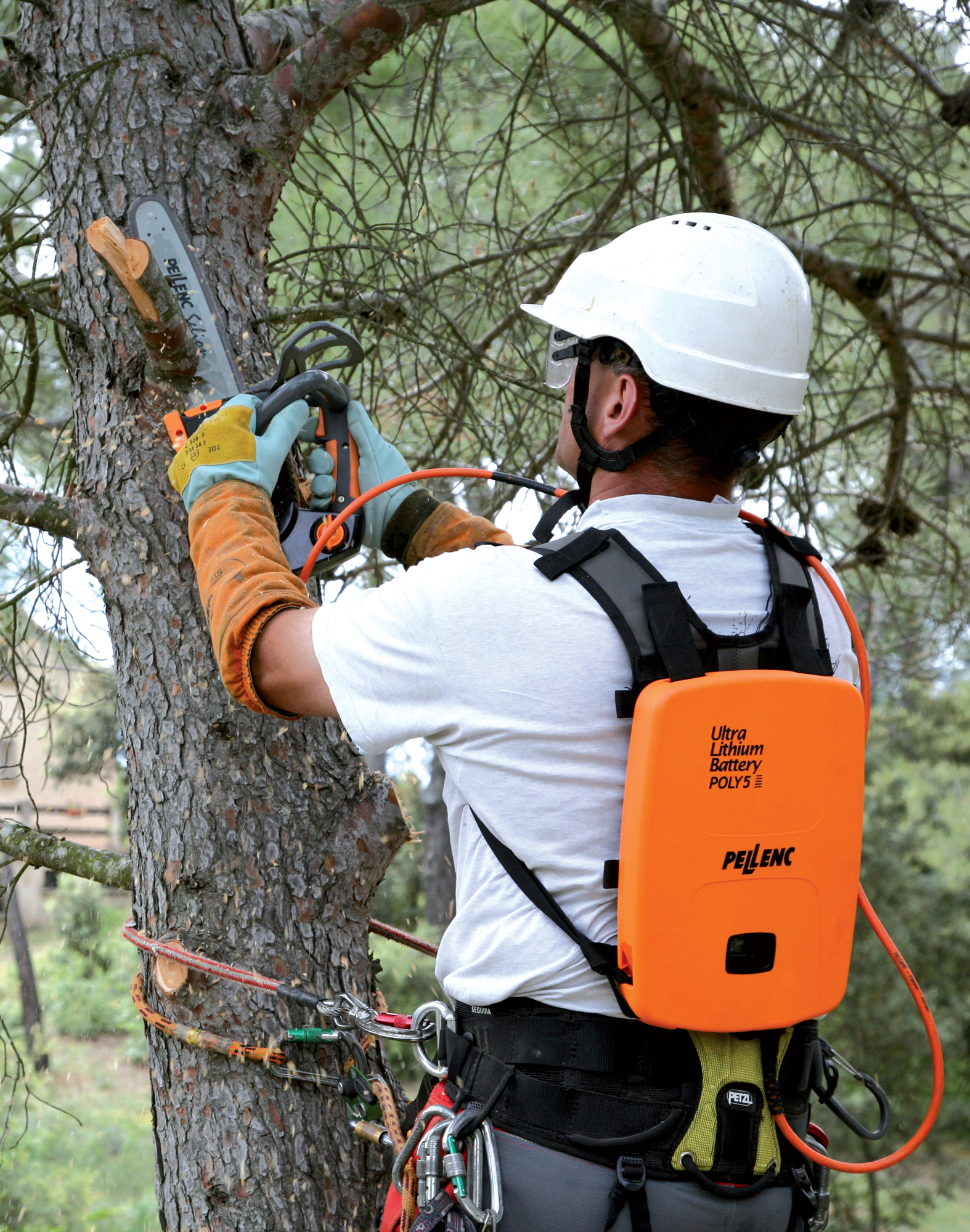
Batterie Ultra Lithium-Ion

## Implantation et recherche industrielle

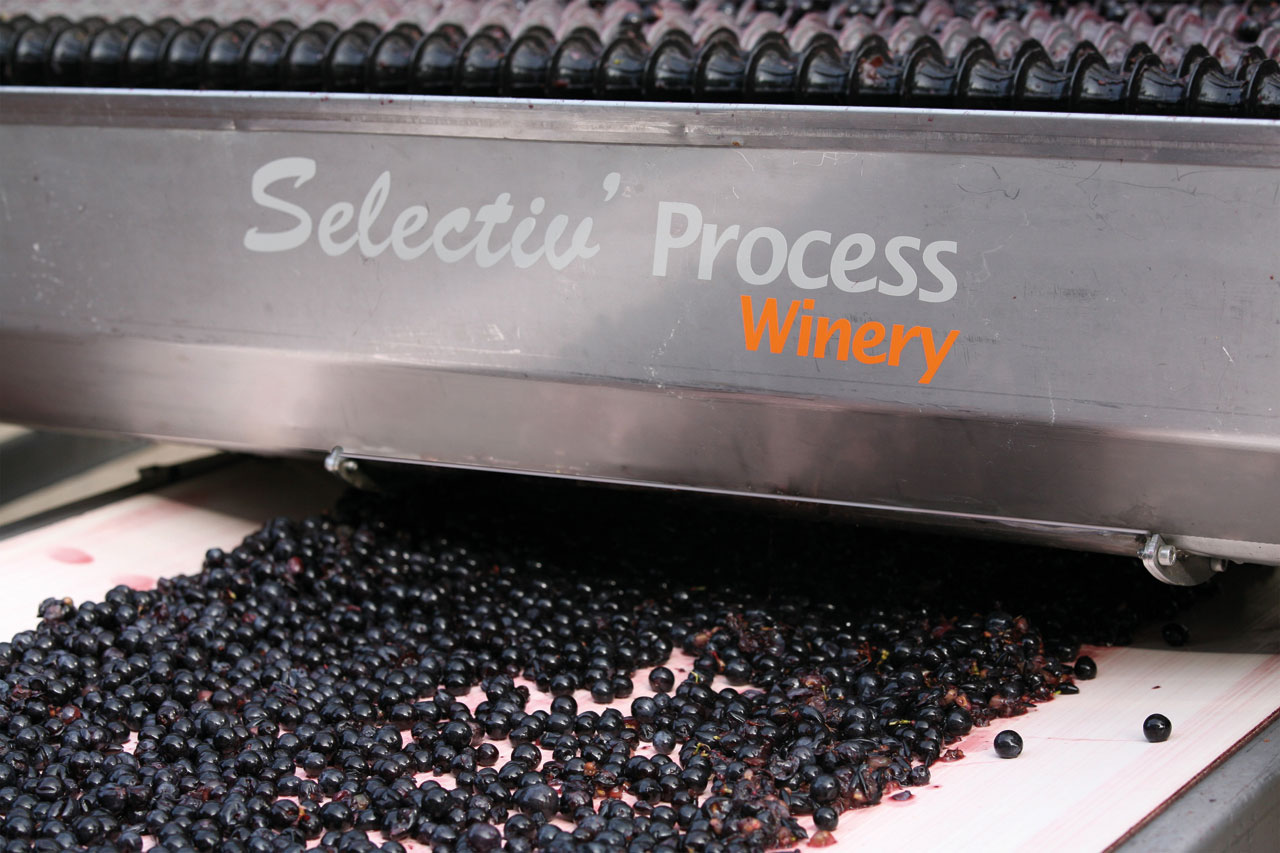
Outil d'égrenage et de tri

La direction industrielle du groupe est implantée à Pertuis, ainsi que les principales unités de production. 
Les machines et les équipements Pellenc sont assemblés principalement sur le site vauclusien. Certaines machines spécifiques pour les marchés espagnols et italiens sont fabriquées dans ces deux pays. Les batteries et certains outillages sont assemblés dans l’unité de production de Pellenc située en Chine, dédiée à cette activité, et qui permet à Pellenc de bénéficier d'avantages dans ce domaine.
En 2012, Pellenc possède six sites de production : en Slovaquie où l’on fabrique toutes les constructions métalliques pour l’ensemble du groupe. En Italie où Volentieri Pellenc produit les outils viticoles. Deux en Espagne dont Pellenc-Filpel Bobinas créée en 2003 pour la production de liens servant à attacher les vignes; ainsi qu'au siège social situé à Pertuis dans le Vaucluse. Le site de Pertuis à lui seul emploie 450 des 1 489 salariés de l'entreprise,.
Le centre de recherche détient 1081 brevets, et emploie 142 personnes. L'entreprise développe les transmissions hydrostatiques de ses machines, les moteurs de ses outils électriques, ainsi que leurs batteries.
Entre 1983 et 2009, dix « médailles d'or » lui ont ainsi été décernées par le Salon international pour les filières vigne-vin et fruits et légumes (Sitevi). Le 27 mars 2018 lui est décerné le label "Vitrine Industrie du Futur" et le 29 mai, elle reçoit le prix de la Productivité aux Trophées des Usines.

## Ventes
En 2013, avec 34 % des parts de marché relatif à la machine à vendanger, le groupe Pellenc est l'un des leaders mondiaux dans le domaine des machines de récolte et d'équipements pour les secteurs de la viticulture et de l'arboriculture. Pellenc souhaite continuer à se positionner sur la scène internationale et « devenir le leader mondial de l'ensemble du secteur »,.
En 2014, Pellenc présente sa nouvelle gamme Optimum, machine à vendanger dernière génération qui intègre des innovations technologiques exclusives permettant, entre autres, un gain de productivité de 25 % et une réduction de 43 % de la consommation de carburant à l'hectare.

## Résultats
Pellenc doit faire face aux crises cycliques rencontrées par le monde agricole et compte sur la recherche et le développement et la diversification géographique de son activité pour les surmonter. Le chiffre d'affaires réalisé en 2009 est en baisse de 7 % par rapport à la période précédente. En 2010, il s'élève à 115 millions d'euros, dont 76,4 % sont réalisés à l'export. Le résultat net du groupe se monte à 8 millions d'euros. En 2012, le groupe réalise un chiffre d'affaires de 121 millions d'euros. En 2013, Pellenc S.A réalisait près de 84 millions d’euros de chiffre d’affaires tandis que le groupe Pellenc réalisait 133 millions d’euros. En 2014, Pellenc affiche un chiffre d’affaires consolidé de 182 millions d'euros, soit une augmentation de 38 %, dont 54 % réalisé à l'export.
En 2015, Pellenc prospère encore avec un chiffre d'affaires consolidé de 212 millions d'euros dont 44 % réalisé à l'étranger. Ce chiffre est en hausse de 16,5 % par rapport à l'année précédente. En Recherche & Développement, Pellenc continue d'investir près de 10 millions d'euros en 2015.
En 2016, le groupe Pellenc réalise un chiffres d'affaires consolidé de 236,6 millions d'euros dont 56 % réalisé à l'export et une augmentation de 11,6 % par rapport à 2015.
En 2017, le groupe Pellenc enregistre une progression de son chiffres d'affaires consolidé avec 254 millions d'euros dont 60 % réalisé à l'export, soit 19,8 % d'augmentation par rapport à l'année précédente.